# Skara
Skara, dans le comté de Västra Götaland, est une des plus anciennes villes de Suède et est le centre historique la province de Västergötland. De nos jours, c'est le nom d'une commune de 18 000 habitants dont elle est le chef-lieu, et d'une agglomération de près de 11 000 habitants.

## Histoire
Selon la légende, la ville de Skara aurait été fondée en 988. Skara était au début du XIe siècle une des deux villes de Västergötland, l'autre étant la ville Lödöse près de l'embouchure du Göta älv. Si Lödese était fondé sur le commerce, Skara était le centre politique où furent tenus les ting, une sorte d'assemblée régionale.
Lors de l’évangélisation de la Suède Skara devint, en 1050, le siège d'un évêché, le plus ancien de Suède.
Au Moyen Âge, l'évêché de Skara a financé la fondation d'un collège pour les étudiants suédois à l'université de Paris. Il décline au cours du XIVe siècle et paraît presque vide en 1392. Il est alors transféré à la nation anglaise.

## Climat
Skara a été soumis à un climat continental humide sur la période de référence 1961–1990, mais depuis, malgré sa position à l'intérieur des terres, il semble plutôt bénéficier d'un climat océanique. Sa proximité avec le Kattegat et le lac Vänern tend à modérer les chaleurs l'été par rapport à la région nord-est, et à ramener la moyenne hivernale légèrement au-dessus de 0 °C.
| Mois                              | jan. | fév.  | mars  | avril | mai  | juin | jui. | août | sep. | oct. | nov.  | déc.  | année |
| --------------------------------- | ---- | ----- | ----- | ----- | ---- | ---- | ---- | ---- | ---- | ---- | ----- | ----- | ----- |
| Température minimale moyenne (°C) | −3,8 | −4,5  | −2,7  | 1,3   | 5,9  | 9,1  | 12,2 | 11,5 | 8,2  | 3,4  | 0,8   | −2,7  | 3,2   |
| Température maximale moyenne (°C) | 0,6  | 0,8   | 4,5   | 11,9  | 16,5 | 19,8 | 22,3 | 20,9 | 16,6 | 10,1 | 5,4   | 1,9   | 10,9  |
| Record de froid (°C)              | −32  | −33,7 | −29,3 | −22,8 | −7,8 | −4   | 3    | −2,8 | −6,5 | −15  | −22,5 | −26,3 | −33,7 |
| Record de chaleur (°C)            | 9,9  | 11,4  | 19,1  | 27,6  | 29   | 33,8 | 34   | 33   | 26,2 | 20,8 | 14,2  | 11,1  | 34    |
| Précipitations (mm)               | 39,7 | 26,1  | 30,3  | 34    | 40,6 | 49,6 | 58   | 64   | 62,1 | 56,6 | 55,9  | 45,1  | 563,6 |

## Jumelages
La ville de Skara est jumelée avec :
- Eidsvoll (Norvège)
- Sorø (Danemark)
- Múlaþing (Islande)
- Zeven (Allemagne)
- Radviliškis (Lituanie)

## Voir aussi

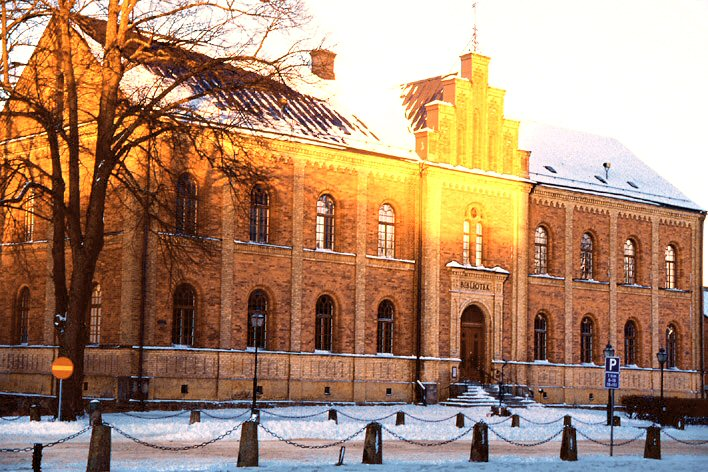
La bibliothèque municipale.